# Кацусика Ои
Ои Кацусика (яп. 葛飾応為 кацусика о:и) — японская художница укиё-э, третья дочь Кацусики Хокусая. Личное имя — Эй (яп. 栄) или О-Эй (яп. お栄, также 阿栄, 應栄).
Даты и места рождения и смерти Ои неизвестны, имеются теории о том, что она родилась, когда Хокусаю было 32 (в 1791) или 37 лет (в 1797). Ои была замужем за учеником знаменитого художника Минамидзавой Томэем (яп. 南沢等明 минамидзава то:мэй), но она находила полотна своего мужа комически бездарными, и он развёлся с ней, после чего она вернулась в родительский дом. Свой профессиональный псевдоним Ои взяла, согласно некоторым сведениям, из-за того, что отец звал её не иначе как «эй!» (яп. オーイ о:и).
Ои помогала Хокусаю в работе с юного возраста, а своё первое произведение создала после 1810 года. Из-за того, что манера рисовать, а в особенности изображать руки и волосы, у Ои похожа на работы старшей сестры Тацудзё, их считали одним человеком. Ои была очень талантлива, что отмечал и её отец: «В деле рисования красавиц я Ои не соперник. Она превосходно рисует» (яп. 美人画にかけては応為には敵わない。彼女は妙々と描き、よく画法に適っている). Самые высоко оценённые критиками работы Ои — «Музыкальное трио» (яп. 三曲合奏図), «Ночная сцена в Ёсиваре» (яп. 吉原夜景図), «Сакура ночью» (яп. 夜桜図).
Спустя несколько лет после смерти Хокусая Ои ушла из дома и не вернулась.
Мангака Хинако Сугиура создала мангу Miss Hokusai, основанную на истории жизни Ои. В 2015 году по манге сняли одноимённый аниме-фильм.
- «Музыкальное трио»: женщины за кото, кокю и сямисэном
- «Ночная сцена в Ёсиваре»